# Кобылье (Тернопольская область)
Кобылье (укр. Кобилля) — село в Збаражской городской общине Тернопольского района Тернопольской области Украины.
Код КОАТУУ — 6122484501. Население по переписи 2001 года составляло 802 человека.
До 2020 года входило в Збаражский район.

## Географическое положение
Село Кобылье находится у истоков реки Гнездечна,
ниже по течению на расстоянии в 2 км расположено село Иванчаны.

## История
- 1734 год — дата основания.

## Объекты социальной сферы
- Школа I—II ст.
- Клуб.
- Фельдшерско-акушерский пункт.

## Достопримечательности
- Братская могила советских воинов.